# Tennessee Titans
I Tennessee Titans sono una squadra professionistica di football americano della NFL con sede a Nashville, Tennessee. Competono nella South Division della American Football Conference. 
Precedentemente noti come Houston Oilers, essi furono uno dei club fondatori della American Football League, lega nella quale disputarono la loro prima stagione assoluta. Gli Oilers conquistarono i primi due titoli nella storia della AFL, prima di confluire nella AFC a seguito della fusione AFL-NFL del 1970. Nel 1997 la franchigia venne spostata da Houston, nel Texas, a Memphis, nel Tennessee, per poi essere collocata in pianta stabile a Nashville nel 1998. In questi due anni la denominazione ufficiale della franchigia fu Tennessee Oilers, per poi acquisire il nome attuale a partire dalla stagione 1999, anno in cui arrivò alla prima finale di Super Bowl della sua storia persa contro i St. Louis Rams.
Al 2024, secondo la rivista Forbes, il valore dei Titans è di circa 4,9 miliardi di dollari, ventitreesimi tra le franchigie della NFL.

## Storia

### Houston Oilers

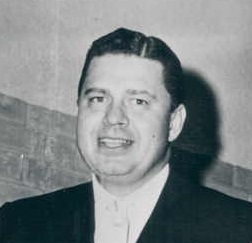
Bud Adams, per 53 anni storico proprietario della franchigia.

Con sede a Houston, Texas, la squadra iniziò a giocare nel 1960 come uno dei membri fondatori della American Football League. Gli Oilers vinsero due campionati AFL prima di trasferirsi nella NFL come parte della fusione tra AFL e NFL nel 1970.
Gli Oilers erano inseriti nella East Division (con Buffalo Bills, New York Jets e Boston Patriots) della AFL prima della fusione, dopodiché furono spostati nella nuova AFC Central. Gli Oilers sono stati sempre posseduti da Bud Adams, giocando le loro gare interne all'Astrodome per la maggior parte della loro permanenza a Houston (il Jeppesen Stadium e il Rice Stadium ospitarono gli Oilers nei loro primo otto anni).
Gli Oilers furono i primi campioni della American Football League, vincendo il titolo nel 1960 e 1961, gli unici campionati vinti nella loro storia. Essi raggiunsero la finale della AFL anche nel 1962, perdendo dopo due tempi supplementari con i rivali statali dei Dallas Texans. La squadra vinse la AFL East Division nel 1967 e si qualificò per i playoff nel 1969, perdendo entrambe le volte contro gli Oakland Raiders. Dal 1978 al 1980, gli Oilers, guidati Bum Phillips e dal running back futuro membro della Pro Football Hall of Fame Earl Campbell, arrivarono due volte nella finale della AFC, venendo sconfitti in entrambi i casi. Gli Oilers raggiunsero sempre i playoff 1987 al 1993, un'epoca in cui, guidati dal quarterback Warren Moon, raggiunsero i loro unici titoli di division (1991 e 1993). Gli ultimi anni degli Oilers a Houston, in quella che era spesso la seconda division più ostica della lega, si conclusero quasi sempre con record negativi.

### Tennessee Titans

Logo della stagione inaugurale dei Tennessee Oilers.

Nel 1995, il fondatore e proprietario Bud Adams annunciò che la squadra si sarebbe trasferita a Nashville, in quanto la città del Tennessee aveva promesso contributi per 70 milioni di dollari e la costruzione di un nuovo stadio.
Dalla stagione 1997, dunque, la squadra si trasferì nel Tennessee dove giocò provvisoriamente a Memphis, nel Vanderbilt Stadium, col nome di Tennessee Oilers, in quanto lo stadio di Nashville era ancora in fase di costruzione. Dalla stagione 1998, ultimata la costruzione del nuovo stadio, l'LP Field, con una capienza di 68.798 spettatori, la franchigia si trasferì definitivamente a Nashville, acquisendo la denominazione attuale.
Il trasferimento fu un successo sotto ogni aspetto: i Titans, guidati dal quarterback Steve McNair e dal running back Eddie George, chiusero la stagione regolare con un record di 13 vittorie e 3 sconfitte e vinsero ogni partita disputata nel nuovo stadio casalingo, dove si fece registrare sempre il tutto esaurito. La stagione si chiuse con la squadra che vinse il titolo dell'American Football Conference, e raggiunse per la prima volta nella storia il Super Bowl (il XXXIV, disputato al Georgia Dome di Atlanta), dove venne sconfitta dai Saint Louis Rams per 23 a 16.

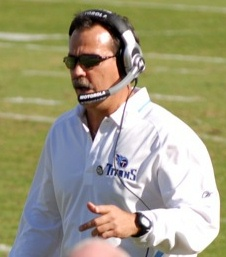
Jeff Fisher guidò i Titans per 17 stagioni, dal 1994 al 2010.

Nel 2000, i Titans terminarono col miglior record della NFL (13–3) e vinsero il loro primo titolo di division come Tennessee Titans. Dopo aver saltato il turno delle wild card, nel secondo turno dei playoff furono sconfitti dai futuri vincitori del Super Bowl, i Baltimore Ravens.
Nel 2002, malgrado un inizio di stagione con un record di 1–4, Titans i Titans conclusero a 11-5, raggiungendo ancora la finale della AFC dove furono sconfitti da Oakland. Nel 2003, il quarterback Steve McNair vinse il premio di MVP della NFL, in coabitazione con Peyton Manning. I Titans terminarono 12-4 e raggiunsero i playoff, dove nel turno delle wild card vinsero contro i Baltimore Ravens, e furono eliminati nel turno seguente dai New England Patriots, che avrebbero vinto il Super Bowl.

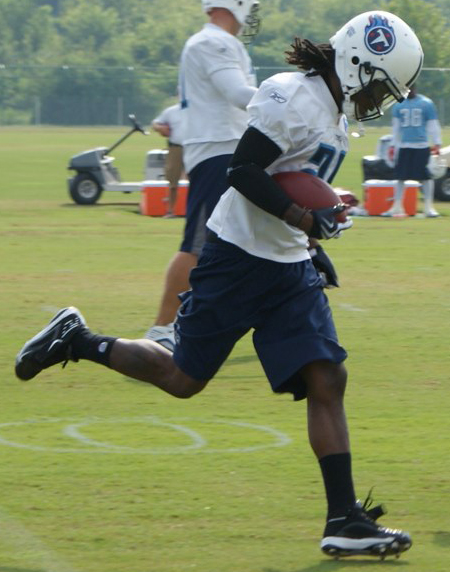
Johnson nel training camp del 2009, la sua miglior stagione.

Dopo una stagione 2004 in cui per diversi infortuni concluse con un record di 5-11 (il secondo peggiore dal trasferimento da Houston), nel 2005 la squadra, che aveva l'età media minore della NFL, fece ancora peggio, concludendo con 4-12. Questo portò i Titans ad avere la terza scelta assoluta nel Draft NFL 2006 dove scelsero il quarterback Vince Young, reduce da una leggendaria carriera nel football universitario con i Texas Longhorns. Young nel 2006 vinse il premio di rookie offensivo dell'anno, guidando la squadra a un record di 9-7, non sufficiente però a raggiungere i playoff. Essi furono raggiunti nell'anno successivo con un record di 10-6, uscendo subito però con i San Diego Chargers.
Nel Draft NFL 2008 i Titans acquisirono il running back Chris Johnson. Young, infortunatosi nella prima settimana, fu sostituito da Kerry Collins che guidò la squadra a una partenza di 10-0 e alla vittoria del titolo di division, finendo con un record di 13-3, il migliore della AFC, uscendo subito nel secondo turno di playoff ancora contro i Ravens.
Il 2009 iniziò con grandi speranze per i Titans ma dopo un difficile inizio di stagione, Collins fu sostituito come titolare da Young, che guidò la squadra a cinque vittorie consecutive. Con un record ormai compromesso però, Tennessee finì la stagione 8-8, con Chris Johnson che divenne solamente il sesto giocatore nella storia della NFL a correre più di 2.000 yard in una stagione, superando il record NFL di Marshall Faulk per yard totali guadagnate in una stagione con oltre 2.500.
Dopo una deludente stagione 2010 terminata con un record di 6-10, Vince Young fu svincolato e Tennessee cambiò per la prima volta allenatore dopo 17 anni di regno di Jeff Fisher, assumendo Mike Munchak. Nel 2011 i Titans scelsero nel Draft il quarterback Jake Locker, ma per quell'annata si affidarono all'ex quarterback dei Seattle Seahawks Matt Hasselbeck che condusse il team a un record di 9-7, non centrando però i playoff.

## Stagione per stagione
La seguente è la lista delle ultime dieci stagioni dei Titans:
| Cronistoria dei Tennessee Titans | Cronistoria dei Tennessee Titans | Cronistoria dei Tennessee Titans | Cronistoria dei Tennessee Titans | Cronistoria dei Tennessee Titans | Cronistoria dei Tennessee Titans | Cronistoria dei Tennessee Titans | Cronistoria dei Tennessee Titans | Cronistoria dei Tennessee Titans | Cronistoria dei Tennessee Titans                                                                                   | Cronistoria dei Tennessee Titans |                              |
| Stagione di lega                 | Stagione di squadra              | Lega                             | Conference                       | Division                         | Stagione regolare                | Stagione regolare                | Stagione regolare                | Stagione regolare                | Play-off | Premi individuali |                              |
| Stagione di lega                 | Stagione di squadra              | Lega                             | Conference                       | Division                         | Pos.                             | V                                | S                                | P                                | Play-off | Premi individuali |                              |
| -------------------------------- | -------------------------------- | -------------------------------- | -------------------------------- | -------------------------------- | -------------------------------- | -------------------------------- | -------------------------------- | -------------------------------- | --- | --- | ---------------------------- |
| 2008                             | 2008                             | NFL                              | AFC                              | South                            | 1                                | 13                               | 3                                | 0                                | S Divisional play-off contro i Baltimore Ravens (10-13)                                                            | |                              |
| 2009                             | 2009                             | NFL                              | AFC                              | South                            | 3                                | 8                                | 8                                | 0                                | non disputati | Chris Johnson diventa il sesto giocatore della storia a correre 2.000 yard in una stagione e stabilisce un record NFL con 2.509 yard guadagnate dalla linea di scrimmage, venendo premiato come giocatore offensivo dell'anno. |                              |
| 2010                             | 2010                             | NFL                              | AFC                              | South                            | 4                                | 6                                | 10                               | 0                                | non disputati | |                              |
| 2011                             | 2011                             | NFL                              | AFC                              | South                            | 2                                | 9                                | 7                                | 0                                | non disputati | |                              |
| 2012                             | 2012                             | NFL                              | AFC                              | South                            | 3                                | 6                                | 10                               | 0                                | non disputati | |                              |
| 2013                             | 2013                             | NFL                              | AFC                              | South                            | 2                                | 7                                | 9                                | 0                                | non disputati | |                              |
| 2014                             | 2014                             | NFL                              | AFC                              | South                            | 4                                | 2                                | 14                               | 0                                | non disputati | |                              |
| 2015                             | 2015                             | NFL                              | AFC                              | South                            | 4                                | 3                                | 13                               | 0                                | non disputati | |                              |
| 2016                             | 2016                             | NFL                              | AFC                              | South                            | 2                                | 9                                | 7                                | 0                                | non disputati | |                              |
| 2017                             | 2017                             | NFL                              | AFC                              | Central                          | 2                                | 9                                | 7                                | 0                                | V Wild Card Game contro i New England Patriots (22-21) S Divisional play-off contro gli Indianapolis Colts (35-14) | |                              |
| Totale                           | Totale                           | Totale                           | Totale                           | Totale                           | Totale                           | 422                              | 456                              | 6                                | Record di stagione regolare                                                                                        | Record di stagione regolare | Record di stagione regolare  |
| Totale                           | Totale                           | Totale                           | Totale                           | Totale                           | Totale                           | 15                               | 20                               |                                  | Record dei play-off                                                                                                | Record dei play-off | Record dei play-off          |
| Totale                           | Totale                           | Totale                           | Totale                           | Totale                           | Totale                           | 437                              | 476                              | 6                                | Stagione regolare e play-off                                                                                       | Stagione regolare e play-off | Stagione regolare e play-off |

Legenda
- Vittoria nel Super Bowl (dal 1966)
- Vittoria nella lega (1920-1969)
- Vittoria nella Conference

- Vittoria nella Division
- Qualificazione al Wild Card Game (dal 1978)
- V = Vittorie

- S = Sconfitte
- P = Pareggi
- T = Posizione a pari merito

## Giocatori importanti

### Membri della Pro Football Hall of Fame
Fino alla classe 2014, undici giocatori ed un allenatore dei Titans sono stati inseriti nella Pro Football Hall of Fame.

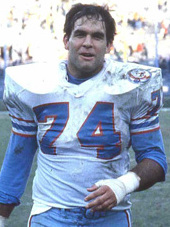
L'Hall of Famer Bruce Matthews

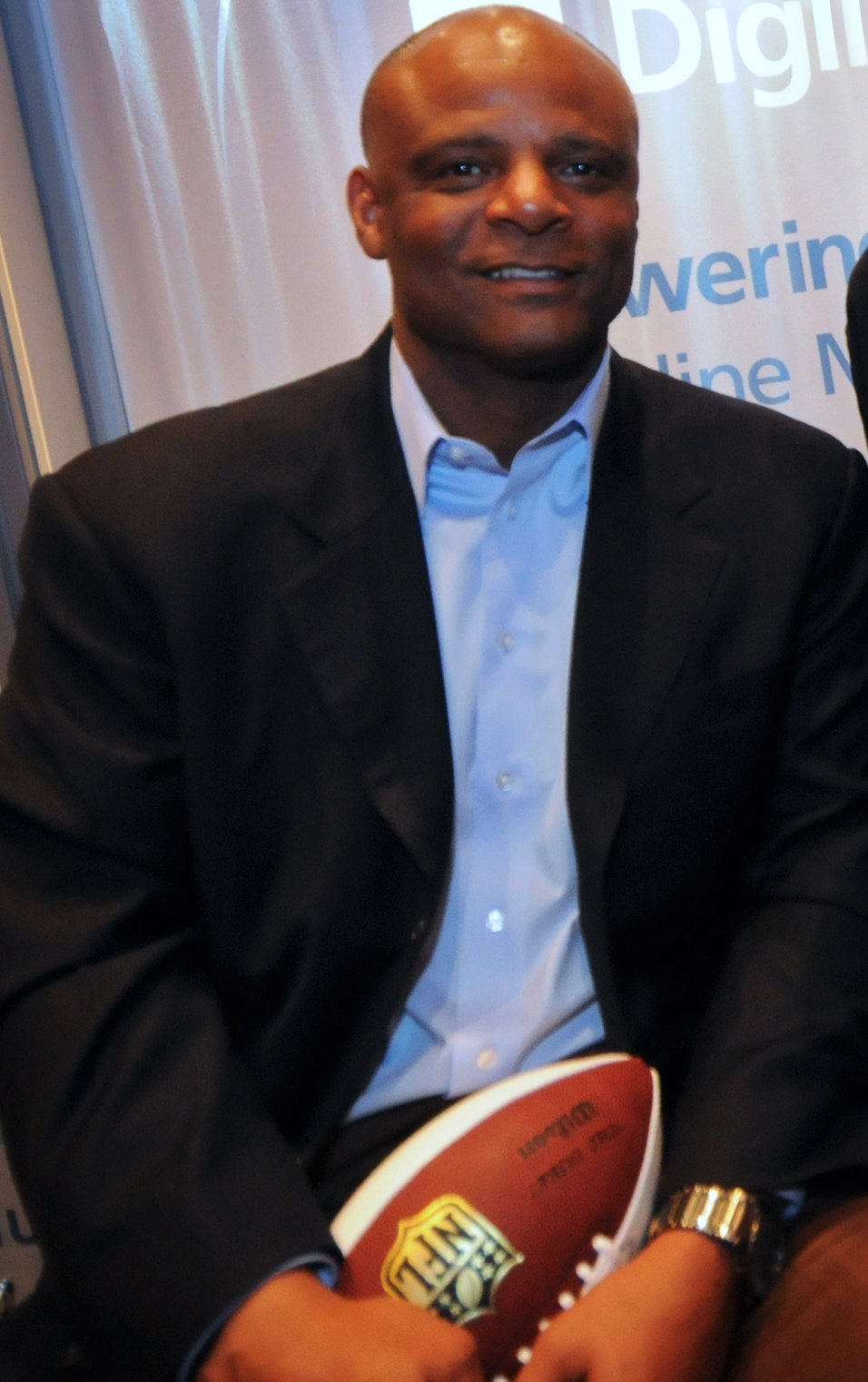
Il quarterback Warren Moon.

| Hall of Famer dei Tennessee Titans |            |       |                    |
| Anno                               | N.         | Ruolo | Giocatore          |
| 1981                               | 64, 22, 16 | QB, K | George Blanda      |
| 1983                               | --         | HC    | Sid Gillman        |
| 1986                               | 27, 29     | S     | Ken Houston        |
| 1987                               | 35         | FB    | John Henry Johnson |
| 1991                               | 34         | RB    | Earl Campbell      |
| 1996                               | 40, 18     | WR    | Charlie Joiner     |
| 2001                               | 63         | G     | Mike Munchak       |
| 2002                               | 87         | TE    | Dave Casper        |
| 2003                               | 65         | DE    | Elvin Bethea       |
| 2006                               | 1          | QB    | Warren Moon        |
| 2007                               | 74         | OL    | Bruce Matthews     |
| 2013                               | 61         | DT    | Curley Culp        |

### Numeri ritirati
| Numeri ritirati dai Tennessee Titans |                |       |           |
| N°                                   | Giocatore      | Ruolo | Anni      |
| 1                                    | Warren Moon    | QB    | 1984–93   |
| 9                                    | Steve McNair   | QB    | 1995-2005 |
| 27                                   | Eddie George   | RB    | 1996-2003 |
| 34                                   | Earl Campbell  | RB    | 1978–84   |
| 43                                   | Jim Norton     | S, P  | 1960-68   |
| 63                                   | Mike Munchak   | OG    | 1982–93   |
| 65                                   | Elvin Bethea   | DE    | 1968–83   |
| 74                                   | Bruce Matthews | OL    | 1983–2001 |

Note
- 1 Moon concesse di utilizzare il suo numero di maglia alla prima scelta assoluta del Draft NFL 2025 Cam Ward[7]

### Premi individuali
| MVP della NFL |               |       |
| Anno          | Giocatore     | Ruolo |
| 1979          | Earl Campbell | RB    |
| 2003          | Steve McNair  | QB    |

| Rookie difensivo dell'anno |                |       |
| Anno                       | Giocatore      | Ruolo |
| 1975                       | Robert Brazile | LB    |
| 1999                       | Jevon Kearse   | QB    |

| Giocatore offensivo dell'anno |               |       |
| Anno                          | Giocatore     | Ruolo |
| 1978                          | Earl Campbell | RB    |
| 1979                          | Earl Campbell | RB    |
| 1980                          | Earl Campbell | RB    |
| 1990                          | Warren Moon   | QB    |
| 2009                          | Chris Johnson | RB    |
| 2020                          | Derrick Henry | RB    |

| Rookie offensivo dell'anno |               |       |
| Anno                       | Giocatore     | Ruolo |
| 1978                       | Earl Campbell | RB    |
| 1996                       | Eddie George  | RB    |
| 2006                       | Vince Young   | QB    |

| MVP del Pro Bowl |               |       |
| Anno             | Giocatore     | Ruolo |
| 1975             | Billy Johnson | KR    |

### Record di franchigia
Carriera
| Record in carriera |                  |        |
| Categoria          | Giocatore        | Numero |
| Yard passate       | Warren Moon      | 33.685 |
| TD passati         | Warren Moon      | 196    |
| Yard ricevute      | Ernest Givins    | 7.935  |
| TD su ric.         | Charlie Hennigan | 51     |
| Yard corse         | Eddie George     | 10.009 |
| TD su corsa        | Earl Campbell    | 73     |

Stagionali
| Record stagionali |                  |        |      |
| Categoria         | Giocatore        | Numero | Anno |
| Yard passate      | Warren Moon      | 4.690  | 1991 |
| TD passati        | George Blanda    | 36     | 1961 |
| Yard ricevute     | Charlie Hennigan | 1.746  | 1961 |
| TD su ric.        | Bill Groman      | 17     | 1961 |
| Yard corse        | Derrick Henry    | 2.027  | 2020 |
| TD su corsa       | Earl Campbell    | 19     | 1979 |

### Leader statistici
Grassetto indica un giocatore ancora con la squadra
Corsivo indica un giocatore attivo non più con la squadra
Yard passate (stagione regolare) (alla settimana 17 della stagione 2017)
- 1. Warren Moon (33,685)
- 2. Steve McNair (27,141)
- 3. George Blanda (19,149)
- 4. Dan Pastorini (16,864)
- 5. Marcus Mariota (9,476)
- 6. Vince Young (8,098)
- 7. Kerry Collins (6,804)
- 8. Ken Stabler (5,190)
- 9. Pete Beathard (5,128)
- 10. Jake Locker (4,967)

- 11. Matt Hasselbeck (4,938)
- 12. Chris Chandler (4,559)
- 13. Cody Carlson (4,469)
- 14. Don Trull (3,538)
- 15. Billy Volek (3,505)
- 16. Jacky Lee (3,291)
- 17. Gifford Nielsen (3,255)
- 18. Neil O'Donnell (2,664)
- 19. Oliver Luck (2,544)
- 20. Ryan Fitzpatrick (2,454)

- 21. Zach Mettenberger (2,347)
- 22. Charley Johnson (2,244)
- 23. Lynn Dickey (1,953)
- 24. Archie Manning (1,632)
- 25. Charlie Whitehurst (1,326)
- 26. Billy Joe Tolliver (1,287)
- 27. Bucky Richardson (1,257)
- 28. Jerry Rhome (1,031)
- 29. Brent Pease (792)
- 30. Bob Davis (735)

Yard corse (stagione regolare) (alla settimana 17 della stagione 2017)
- 1. Eddie George (10,009)
- 2. Earl Campbell (8,574)
- 3. Chris Johnson (7,965)
- 4. Lorenzo White (4,079)
- 5. Hoyle Granger (3,514)
- 6. Steve McNair (3,439)
- 7. Mike Rozier (3,426)
- 8. Charley Tolar (3,277)
- 9. Ronnie Coleman (2,769)
- 10. Chris Brown (2,757)

- 11. LenDale White (2,349)
- 12. Allen Pinkett (2,324)
- 13. Gary Brown	(2,115)
- 14. Fred Willis	(2,114)
- 15. Billy Cannon	(2,111)
- 16. DeMarco Murray (1,946)
- 17. Rodney Thomas	(1,847)
- 18. Rob Carpenter	(1,788)
- 19. Larry Moriarty (1,624)
- 20. Travis Henry	(1,546)

- 21. Warren Moon (1,541)
- 22. Woody Campbell (1,493)
- 23. Tim Wilson (1,385)
- 24. Vince Young (1,380)
- 25. Dave Smith (1,368)
- 26. Sid Blanks (1,366)
- 27. Derrick Henry (1,234)
- 28. Alonzo Highsmith (1,103)
- 29. Ode Burrell (1,088)
- 30. Don Hardeman (924)

Yard ricevute (stagione regolare) (alla settimana 17 della stagione 2017)
- 1. Ernest Givins (7,935)
- 2. Drew Hill (7,477)
- 3. Ken Burrough (6,906)
- 4. Charley Hennigan (6,823)
- 5. Haywood Jeffires (6,119)
- 6. Derrick Mason (6,114)
- 7. Frank Wycheck (4,958)
- 8. Nate Washington (4,591)
- 9. Delanie Walker (4,156)
- 10. Drew Bennett (4,033)

- 11. Curtis Duncan (3,935)
- 12. Chris Sanders (3,285)
- 13. Kendall Wright (3,244)
- 14. Tim Smith (3,107)
- 15. Charley Frazier (3,060)
- 16. Bill Groman (2,976)
- 17. Alvin Reed (2,818)
- 18. Kenny Britt (2,450)
- 19. Bo Scaife (2,383)
- 20. Kevin Dyson (2,310)

- 21. Webster Slaughter (2,236)
- 22. Mike Renfro (2,183)
- 23. Billy Johnson (2,149)
- 24. Eddie George (2,144)
- 25. Willard Dewveall (2,080)
- 26. Justin Gage (2,050)
- 27. Chris Johnson (2,003)
- 28. Bob McLeod (1,926)
- 29. Jim Beirne (1,890)
- 30. Mike Barber (1,886)

## La squadra
| Roster dei Tennessee Titans |
| --- |
| Quarterback - 10 Brandon Allen - 15 Tim Boyle - 8 Will Levis - 1 Cam Ward Running Back - 32 Micah Bernard - 36 Julius Chestnut - 28 Kalel Mullings - 20 Tony Pollard - 2 Tyjae Spears Wide Receiver - 5 Elic Ayomanor - 16 Treylon Burks - 17 Chimere Dike - 14 Colton Dowell - 19 Jha'Quan Jackson - 11 Van Jefferson - 12 Mason Kinsey - 4 Tyler Lockett - 80 Bryce Oliver - 13 James Proche - 87 Xavier Restrepo - 0 Calvin Ridley - 82 T.J. Sheffield Tight End - 86 Drake Dabney - 84 Gunnar Helm - 88 David Martin-Robinson - 89 Thomas Odukoya - 85 Chigoziem Okonkwo - 81 Josh Whyle Offensive Linemen - 67 Chandler Brewer T - 78 Brandon Crenshaw-Dickson T - 79 Lloyd Cushenberry C - 71 Jaelyn Duncan T - 73 Blake Hance T - 66 Brenden Jaimes C - 55 JC Latham T - 62 Corey Levin G - 75 Dan Moore T - 60 Sam Mustipher C - 61 John Ojukwu T - 76 Andrew Rupcich G - 77 Peter Skoronski G - 64 Jackson Slater G - 72 Oli Udoh T - 70 Kevin Zeitler G Defensive Linemen - 95 Philip Blidi DT - 91 Keondre Coburn DE - 72 Cam Horsley NT - 69 Sebastian Joseph-Day DE - 97 James Lynch DE - 68 Devonte O'Malley DE - 76 Isaiah Raikes NT - 98 Jeffery Simmons DT - 93 T'Vondre Sweat NT - 96 Carlos Watkins DE Linebacker - 50 Cody Barton ILB - 58 Amari Burney ILB - 54 Lorenzo Carter OLB - 56 Desmond Evans OLB - 99 Ali Gaye OLB - 48 David Gbenda ILB - 51 Cedric Gray ILB - 92 Jaylen Harrell OLB - 57 Curtis Jacobs ILB - 45 Dre'Mont Jones OLB - 49 Arden Key OLB - 90 Titus Leo OLB - 7 Oluwafemi Oladejo OLB - 59 Anfernee Orji OLB - 41 Otis Reese ILB - 52 James Williams ILB Defensive Back - 39 Darrell Baker Jr. CB - 33 Kendell Brooks FS - 44 Mike Brown FS - 29 Jarvis Brownlee Jr. CB - 28 Jermari Harris CB - 26 Marcus Harris CB - 37 Amani Hooker SS - 32 Gabe Jeudy-Lally CB - 35 Jalen Kimber CB - 36 Clarence Lewis CB - 21 Roger McCreary CB - 42 Amani Oruwariye CB - 30 Mark Perry S - 40 Davion Ross S - 38 L'Jarius Sneed CB - 23 Kevin Winston Jr. S - 24 Julius Wood SS - 25 Xavier Woods FS Special Team - 46 Morgan Cox LS - 3 Johnny Hekker P - 6 Joey Slye K Roster aggiornato al 2 giugno 2025 87 attivi |
| Legenda - I rookie sono in corsivo. - Il primo ruolo è il principale mentre gli eventuali successivi indicano i ruoli secondari. - (IR) sta per Injured Reserve ed indica la lista ristretta per un solo giocatore infortunato che può tornare ad allenarsi dopo la settimana 6 e a rientrare in prima squadra dopo che questa ha giocato 8 partite. - (NF-Inj.) / (NF-Ill.) stanno rispettivamente per Non-Football Injured e Non-Football Illness ed indicano le liste dove viene inserito un giocatore che ha un infortunio o una malattia non dipendente dal football americano. - (PUP) sta per Physically Unable to Perform ed indica la lista dove viene inserito un giocatore mentre è in attesa di recuperare la condizione fisica. Nella stagione regolare dopo la sesta partita giocata dalla propria squadra, il giocatore ha tempo tre settimane per riprendere ad allenarsi, più tre settimane aggiuntive dal suo rientro agli allenamenti per rientrare in prima squadra. |

## Lo staff
| Staff dei Tennessee Titans |
| --- |
| Organi dirigenziali - Proprietario – KSA Industries - Proprietaria controllante – Amy Adams Strunk - Presidente/amministratore delegato – Burke Nihill - Presidente delle operazioni del football – Chad Brinker - General manager – Mike Borgonzi - Assistente general manager – Dave Ziegler - Vice presidente delle operazioni del football – Vin Marino - Direttore degli osservatori – AJ Highsmith - Direttore degli osservatori del college – Jon Salge - Assistente del direttore degli osservatori del college – Dale Thompson - Direttore degli osservatori dei professionisti – Brian Gardner - Assistente del direttore degli osservatori dei professionisti – Kevin Turks - Vice presidente/consulente del football – Reggie McKenzie - Direttore, ricerca sul football, sviluppo – Sarah Bailey - Assistente direttore della strategia sul football – Rob Riederer Capo allenatore - Brian Callahan Altri allenatori - Preparatore atletico – Zac Woodfin - Assistente p.a. – Brian Bell - Assistente p.a. – Mark Lovat - Assistente p.a. – Grant Thorne - Assistente prestazioni sportive – Haley Roberts - Assistente prestazioni sportive: allenamento velocità – John Shaw Allenatori dell'attacco - Coordinatore offensivo – Nick Holz - Quarterback – Bo Hardegree - Running back – Randy Jordan - Wide receiver – Tyke Tolbert - Assistente wide receiver – Payton McCollum - Tight end – Luke Stocker - Offensive line – Bill Callahan - Assistente offensive line – Scott Fuchs - Assistente attacco senior – Mike McCoy - Assistente attacco – Trevor Browder - Assistente attacco – Kylan Butler - Assistente attacco – Matt Jones Allenatori della difesa - Coordinatore difensivo – Dennard Wilson - Coordinatore gioco sulle corse – Travis Smith - Defensive line – Tracy Rocker - Linebacker – Frank Bush - Outside linebacker – Ben Bloom - Coordinatore gioco sui passaggi/cornerback – Tony Oden - Secondary/safety − Steve Jackson - Assistente difesa – Lori Locust - Assistente difesa – Steve Donatell Allenatori dello special team - Coordinatore dello special team – John Fassel - Assistente special team – Rayna Stewart - Assistente capo-allenatore – Tom Jones |